# Olimpiada brydżowa
Olimpiada brydżowa (ang. World Team Olympiad) – rozgrywki brydżowe (turniej zespołowy) organizowane przez Światową Federację Brydżową, odbywające się co cztery lata począwszy od 1960. Początkowo rozgrywki prowadzone były w dwóch kategoriach: open oraz zespoły kobiece. Od 2000 dodano rozgrywki seniorów. W 2008 Olimpiada została włączona w skład Olimpiady Sportów Umysłowych.

## Formuła zawodów
Formułą zawodów ewaluowała wraz ze zmianą liczby drużyn biorących w niej udział. Z reguły:
- Każda federacja brydżowa uprawniona była do wystawienia jednego zespołu w każdej z kategorii;
- Zawody składały się dwóch faz: eliminacyjnej w grupach oraz pucharowej;
- W fazie eliminacyjnej drużyny podzielone były na grupy i rozgrywały mecze z każdym przeciwnikiem w grupie;
- Czasami rozgrywano mecz o 3 miejsce a czasami 3 miejsce przyznawano obu drużynom, które przegrały w półfinałach.

## Podsumowanie medalowe
Poniższa tabela pokazuje zawodnicy z jakich krajów zdobyli medale. Najechanie myszką nad liczbę medali pokazuje numery zawodów na których te medale zostały zdobyte. Dane można sortować według krajów lub liczby medali.
| Podsumowanie medalowe (Stan na 24 sierpnia 2012) | Podsumowanie medalowe (Stan na 24 sierpnia 2012) | Podsumowanie medalowe (Stan na 24 sierpnia 2012) | Podsumowanie medalowe (Stan na 24 sierpnia 2012) | Podsumowanie medalowe (Stan na 24 sierpnia 2012) | Podsumowanie medalowe (Stan na 24 sierpnia 2012) | Podsumowanie medalowe (Stan na 24 sierpnia 2012) | Podsumowanie medalowe (Stan na 24 sierpnia 2012) | Podsumowanie medalowe (Stan na 24 sierpnia 2012) | Podsumowanie medalowe (Stan na 24 sierpnia 2012) | Podsumowanie medalowe (Stan na 24 sierpnia 2012) | Podsumowanie medalowe (Stan na 24 sierpnia 2012) | Podsumowanie medalowe (Stan na 24 sierpnia 2012) | Podsumowanie medalowe (Stan na 24 sierpnia 2012) | Podsumowanie medalowe (Stan na 24 sierpnia 2012) | Podsumowanie medalowe (Stan na 24 sierpnia 2012) |
| Kategoria                                        | Kategoria                                        | Open                                             | Open                                             | Open                                             | Kobiety                                          | Kobiety                                          | Kobiety                                          | Seniorzy                                         | Seniorzy                                         | Seniorzy                                         | Razem                                            | Razem                                            | Razem                                            | Kategoria                                        | Kategoria                                        |
| F                                                | Kraj                                             | Z                                                | S                                                | B                                                | Z                                                | S                                                | B                                                | Z                                                | S                                                | B                                                | Z                                                | S                                                | B                                                | F                                                | Kraj                                             |
| ------------------------------------------------ | ------------------------------------------------ | ------------------------------------------------ | ------------------------------------------------ | ------------------------------------------------ | ------------------------------------------------ | ------------------------------------------------ | ------------------------------------------------ | ------------------------------------------------ | ------------------------------------------------ | ------------------------------------------------ | ------------------------------------------------ | ------------------------------------------------ | ------------------------------------------------ | ------------------------------------------------ | ------------------------------------------------ |
| Anglia                                           | Anglia                                           | _00_01_00_Anglia                                 | 1                                                |                                                  | 2                                                |                                                  | 1                                                | _00_00_00_Anglia                                 |                                                  |                                                  | 2                                                | 1                                                | 1                                                | Anglia                                           | Anglia                                           |
| Austria                                          | Austria                                          | _00_01_00_Austria                                | 1                                                |                                                  | 1                                                |                                                  |                                                  | _00_00_00_Austria                                |                                                  |                                                  | 1                                                | 1                                                |                                                  | Austria                                          | Austria                                          |
| Brazylia                                         | Brazylia                                         | 1                                                |                                                  |                                                  | _00_00_00_Brazylia                               |                                                  |                                                  | _00_00_00_Brazylia                               |                                                  |                                                  | 1                                                |                                                  |                                                  | Brazylia                                         | Brazylia                                         |
| Bułgaria                                         | Bułgaria                                         | _00_00_00_Bułgaria                               |                                                  |                                                  | _00_00_01_Bułgaria                               |                                                  | 1                                                | _00_00_00_Bułgaria                               |                                                  |                                                  | _00_00_01_Bułgaria                               |                                                  | 1                                                | Bułgaria                                         | Bułgaria                                         |
|                                                  | Chiny                                            | _00_00_00_Chiny                                  |                                                  |                                                  | _00_02_00_Chiny                                  | 2                                                |                                                  | _00_00_00_Chiny                                  |                                                  |                                                  | _00_02_00_Chiny                                  | 2                                                |                                                  |                                                  | Chiny                                            |
| Dania                                            | Dania                                            | _00_00_02_Dania                                  |                                                  | 2                                                | 1                                                |                                                  | 1                                                | _00_00_00_Dania                                  |                                                  |                                                  | 1                                                |                                                  | 3                                                | Dania                                            | Dania                                            |
| Francja                                          | Francja                                          | 4                                                | 1                                                |                                                  | _00_01_02_Francja                                | 1                                                | 2                                                | _00_01_01_Francja                                | 1                                                | 1                                                | 4                                                | 3                                                | 3                                                | Francja                                          | Francja                                          |
| Holandia                                         | Holandia                                         | _00_01_02_Holandia                               | 1                                                | 2                                                | _00_00_02_Holandia                               |                                                  | 2                                                | _00_01_00_Holandia                               | 1                                                |                                                  | _00_02_04_Holandia                               | 2                                                | 4                                                | Holandia                                         | Holandia                                         |
| Indie                                            | Indie                                            | _00_00_01_Indie                                  |                                                  | 1                                                | _00_00_00_Indie                                  |                                                  |                                                  | _00_00_00_Indie                                  |                                                  |                                                  | _00_00_01_Indie                                  |                                                  | 1                                                | Indie                                            | Indie                                            |
| Indonezja                                        | Indonezja                                        | _00_01_00_Indonezja                              | 1                                                |                                                  | _00_00_00_Indonezja                              |                                                  |                                                  | _00_00_01_Indonezja                              |                                                  | 1                                                | _00_01_01_Indonezja                              | 1                                                | 1                                                | Indonezja                                        | Indonezja                                        |
| Japonia                                          | Japonia                                          | _00_00_00_Japonia                                |                                                  |                                                  | _00_00_00_Japonia                                |                                                  |                                                  | 1                                                |                                                  |                                                  | 1                                                |                                                  |                                                  | Japonia                                          | Japonia                                          |
| Kanada                                           | Kanada                                           | _00_00_02_Kanada                                 |                                                  | 2                                                | _00_01_02_Kanada                                 | 1                                                | 2                                                | _00_00_00_Kanada                                 |                                                  |                                                  | _00_01_04_Kanada                                 | 1                                                | 4                                                | Kanada                                           | Kanada                                           |
| Monako                                           | Monako                                           | _00_00_01_Monako                                 |                                                  | 1                                                | _00_00_00_Monako                                 |                                                  |                                                  | _00_00_00_Monako                                 |                                                  |                                                  | _00_00_01_Monako                                 |                                                  | 1                                                | Monako                                           | Monako                                           |
| Niemcy                                           | Niemcy                                           | _00_00_00_Niemcy                                 |                                                  |                                                  | _00_00_01_Niemcy                                 |                                                  | 1                                                | _00_00_01_Niemcy                                 |                                                  | 1                                                | _00_00_02_Niemcy                                 |                                                  | 2                                                | Niemcy                                           | Niemcy                                           |
| Norwegia                                         | Norwegia                                         | _00_00_02_Norwegia                               |                                                  | 2                                                | _00_00_00_Norwegia                               |                                                  |                                                  | _00_00_00_Norwegia                               |                                                  |                                                  | _00_00_02_Norwegia                               |                                                  | 2                                                | Norwegia                                         | Norwegia                                         |
| Polska                                           | Polska                                           | 1                                                | 2                                                |                                                  | _00_00_01_Polska                                 |                                                  | 1                                                | _00_00_00_Polska                                 |                                                  |                                                  | 1                                                | 2                                                | 1                                                | Polska                                           | Polska                                           |
| Rosja                                            | Rosja                                            | _00_00_01_Rosja                                  |                                                  | 1                                                | 1                                                | 1                                                |                                                  | _00_00_00_Rosja                                  |                                                  |                                                  | 1                                                | 1                                                | 1                                                | Rosja                                            | Rosja                                            |
| Południowa Afryka                                | RPA                                              | _00_00_00_RPA                                    |                                                  |                                                  | _00_02_00_RPA                                    | 2                                                |                                                  | _00_00_00_RPA                                    |                                                  |                                                  | _00_02_00_RPA                                    | 2                                                |                                                  | Południowa Afryka                                | RPA                                              |
| Szwecja                                          | Szwecja                                          | 1                                                |                                                  | 1                                                | 1                                                |                                                  |                                                  | _00_00_01_Szwecja                                |                                                  | 1                                                | 2                                                |                                                  | 2                                                | Szwecja                                          | Szwecja                                          |
| Stany Zjednoczone                                | USA                                              | 1                                                | 5                                                | 2                                                | 4                                                | 2                                                | 4                                                | 2                                                | 2                                                |                                                  | 7                                                | 9                                                | 6                                                | Stany Zjednoczone                                | USA                                              |
| Węgry                                            | Węgry                                            | _00_00_00_Węgry                                  |                                                  |                                                  | _00_00_00_Węgry                                  |                                                  |                                                  | 1                                                |                                                  |                                                  | 1                                                |                                                  |                                                  | Węgry                                            | Węgry                                            |
| Wielka Brytania                                  | Wielka Brytania                                  | _00_01_02_WielkaBrytania                         | 1                                                | 2                                                | 1                                                | 4                                                | 1                                                | _00_00_00_WielkaBrytania                         |                                                  |                                                  | 1                                                | 5                                                | 3                                                | Wielka Brytania                                  | Wielka Brytania                                  |
| Włochy                                           | Włochy                                           | 6                                                | 1                                                |                                                  | 2                                                | 1                                                |                                                  | _00_00_00_Włochy                                 |                                                  |                                                  | 8                                                | 2                                                |                                                  | Włochy                                           | Włochy                                           |
| Zjednoczone Emiraty Arabskie                     | Zjednoczone Emiraty Arabskie                     | _00_00_00_ZjednoczoneEmiratyArabskie             |                                                  |                                                  | 1                                                |                                                  |                                                  | _00_00_00_ZjednoczoneEmiratyArabskie             |                                                  |                                                  | 1                                                |                                                  |                                                  | Zjednoczone Emiraty Arabskie                     | Zjednoczone Emiraty Arabskie                     |
| Razem                                            | Razem                                            | 14                                               | 14                                               | 16                                               | 14                                               | 14                                               | 16                                               | 4                                                | 4                                                | 4                                                | 32                                               | 32                                               | 36                                               | Razem                                            | Razem                                            |

## Wyniki zawodów w poszczególnych kategoriach
| Kategoria Open. Miejsca medalowe | Kategoria Open. Miejsca medalowe                                     | Kategoria Open. Miejsca medalowe                                                                                           |
| Lp                               | Miejsce                                                              | Zespół i skład |
| -------------------------------- | -------------------------------------------------------------------- | --- |
| 14: (U2:)                        | 2012, 9..23 sierpnia, Lille, (Francja) 60 drużyn                     | 2012, 9..23 sierpnia, Lille, (Francja) 60 drużyn                                                                           |
| 14: (U2:)                        | 1                                                                    | Szwecja Krister Ahlesved, Peter Bertheau, Per-Ola Cullin, Fredrik Nyström, Jonas Petersson, Johan Upmark                   |
| 14: (U2:)                        | 2                                                                    | Polska Cezary Balicki, Krzysztof Buras, Grzegorz Narkiewicz, Piotr Żak, Jerzy Zaremba, Adam Żmudziński                     |
| 14: (U2:)                        | 3                                                                    | Monako Fulvio Fantoni, Geir Helgemo, Tor Helness, Franck Multon, Claudio Nunes, Pierre Zimmermann                          |
| 13: (U1:)                        | 2008, 3..18 października, Pekin, (Chiny) 71 drużyn                   | 2008, 3..18 października, Pekin, (Chiny) 71 drużyn                                                                         |
| 13: (U1:)                        | 1                                                                    | Włochy Giorgio Duboin, Fulvio Fantoni, Lorenzo Lauria, Claudio Nunes, Antonio Sementa, Alfredo Versace                     |
| 13: (U1:)                        | 2                                                                    | Anglia David Gold, Jason Hackett, Justin Hackett, Artur Malinowski, Nicklas Sandqvist, Tom Townsend                        |
| 13: (U1:)                        | 3                                                                    | Norwegia Terje Aa, Glenn Grøtheim, Geir Helgemo, Tor Helness, Jorgen Molberg, Ulf Haakon Tundal                            |
| 13: (U1:)                        | 5-9                                                                  | Polska Bogusław Gierulski, Krzysztof Jassem, Krzysztof Martens, Bogusław Pazur, Jerzy Skrzypczak, Sławomir Zawiślak        |
| 12:                              | 2004, 23 października..6 listopada, Stambuł, (Turcja) 72 drużyny     | 2004, 23 października..6 listopada, Stambuł, (Turcja) 72 drużyny                                                           |
| 12:                              | 1                                                                    | Włochy Norberto Bocchi, Giorgio Duboin, Fulvio Fantoni, Lorenzo Lauria, Claudio Nunes, Alfredo Versace                     |
| 12:                              | 2                                                                    | Holandia Sjoert Brink, Bas Drijver, Jan Jansma, Ricco van Prooijen, Maarten Schollaardt, Louk Verhees Jr.                  |
| 12:                              | 3                                                                    | Rosja Aleksandr Dubinin, Andriej Gromow, Jurij Chochłow, Maksim Chwień, Gieorgij Matuszko, Władimir Riekunow               |
| 12:                              | 17-20                                                                | Polska Cezary Balicki, Bartosz Chmurski, Apolinary Kowalski, Mariusz Puczyński, Piotr Tuszyński, Adam Żmudziński           |
| 11:                              | 2000, 26 sierpnia..9 września, Maastricht, (Holandia) 72 drużyny     | 2000, 26 sierpnia..9 września, Maastricht, (Holandia) 72 drużyny                                                           |
| 11:                              | 1                                                                    | Włochy Norberto Bocchi, Giorgio Duboin, Lorenzo Lauria, Alfredo Versace (Dano De Falco, Guido Ferraro)                     |
| 11:                              | 2                                                                    | Polska Cezary Balicki, Krzysztof Jassem, Michał Kwiecień, Jacek Pszczoła, Piotr Tuszyński, Adam Żmudziński                 |
| 11:                              | 3                                                                    | USA David Berkowitz, Larry Cohen, Steve Garner, George Jacobs, Ralph Katz, Howard Weinstein                                |
| 10:                              | 1996, 19 października..2 listopada, Rodos, (Grecja) 71 drużyn        | 1996, 19 października..2 listopada, Rodos, (Grecja) 71 drużyn                                                              |
| 10:                              | 1                                                                    | Francja Marc Bompis, Alain Lévy, Christian Mari, Hervé Mouiel, Franck Multon, Henri Szwarc                                 |
| 10:                              | 2                                                                    | Indonezja Franky Steven Karwur, Henky Lasut, Eddy Manoppo, Denny Jacob Sacul, (Santje Panelewen, Giovanni Watulingas)      |
| 10:                              | 3                                                                    | Dania Morten Andersen, Jens Auken, Lars Blakset, Søren Christiansen, Dennis Koch-Palmund, Lauge Schäffer                   |
| 10:                              | 5-8                                                                  | Polska Cezary Balicki, Grzegorz Gardynik, Krzysztof Martens, Tomasz Przybora, Marek Szymanowski, Adam Żmudziński           |
| 9:                               | 1992, 22 sierpnia..5 września, Salsomaggiore, (Włochy) 57 drużyn     | 1992, 22 sierpnia..5 września, Salsomaggiore, (Włochy) 57 drużyn                                                           |
| 9:                               | 1                                                                    | Francja Paul Chemla, Alain Lévy, Hervé Mouiel, Michel Perron, (Pierre Adad, Maurice Aujaleu)                               |
| 9:                               | 2                                                                    | USA Seymon Deutsch, Bob Hamman, Jeff Meckstroth, Eric Rodwell, Michael Rosenberg, Bobby Wolff                              |
| 9:                               | 3                                                                    | Holandia Wubbo de Boer, Enri Leufkens, Bauke Muller, Berry Westra, (Jaap van der Neut, Marcel Nooijen)                     |
| 9:                               | 5-8                                                                  | Polska Cezary Balicki, Piotr Gawryś, Apolinary Kowalski, Krzysztof Lasocki, Piotr Tuszyński, Adam Żmudziński               |
| 8:                               | 1988, 8..22 października, Wenecja, (Włochy) 56 drużyn                | 1988, 8..22 października, Wenecja, (Włochy) 56 drużyn                                                                      |
| 8:                               | 1                                                                    | USA Seymon Deutsch, Bob Hamman, James Jacoby, Jeff Meckstroth, Eric Rodwell, Bobby Wolff                                   |
| 8:                               | 2                                                                    | Austria Heinrich Berger, Jan Fucik, Alfred Kadlec, Fritz Kubak, Wolfgang Meinl, Franz Terraneo                             |
| 8:                               | 3-4                                                                  | Indie Rajesh Dalal, Santanu Ghose, Avinash Gokhale, Kamal Krishna Mukherjee, Debashish Roy, Jaggy Shivdasani               |
| 8:                               | 3-4                                                                  | Szwecja Björn Fallenius, Sven-Olov Flodqvist, Hans Göthe, Tommy Gullberg, Magnus Lindkvist, Per Olof Sundelin              |
| 7:                               | 1984, 27 października..10 listopada, Seattle, (USA) 54 drużyny       | 1984, 27 października..10 listopada, Seattle, (USA) 54 drużyny                                                             |
| 7:                               | 1                                                                    | Polska Piotr Gawryś, Krzysztof Martens, Tomasz Przybora, Jacek Romański, Piotr Tuszyński, Henryk Wolny                     |
| 7:                               | 2                                                                    | Francja Paul Chemla, Félix Covo, Hervé Mouiel, Fivo Paladino, Michel Perron, Henri Szwarc                                  |
| 7:                               | 3                                                                    | Dania Jens Auken, Knud-Aage Boesgaard, Johannes Hulgaard, Peter Schaltz, Steen Schou, Stig Werdelin                        |
| 6:                               | 1980, 28 września..11 października, Valkenburg, (Holandia) 58 drużyn | 1980, 28 września..11 października, Valkenburg, (Holandia) 58 drużyn                                                       |
| 6:                               | 1                                                                    | Francja Paul Chemla, Michel Lebel, Christian Mari, Michel Perron, (Philippe Soulet, Henri Szwarc)                          |
| 6:                               | 2                                                                    | USA Fred Hamilton, Bob Hamman, Mike Passell, Ira Rubin, Paul Soloway, Bobby Wolff                                          |
| 6:                               | 3-4                                                                  | Holandia Hans Kreijns, Anton Maas, André Mulder, Carol van Oppen, Hans Vergoed, René Zwaan                                 |
| 6:                               | 3-4                                                                  | Norwegia Jon Aabye, Per Breck, Tor Helness, Reidar Lien, Harald Nordby, Leif-Erik Stabell                                  |
| 6:                               | 19-20                                                                | Polska Marek Kudla, Krzysztof Martens, Andrzej Milde, Tomasz Przybora, Zbigniew Szurig, Jerzy Zaremba                      |
| 5:                               | 1976, 9..22 maja, Monte Carlo, (Monako) 45 drużyn                    | 1976, 9..22 maja, Monte Carlo, (Monako) 45 drużyn                                                                          |
| 5:                               | 1                                                                    | Brazylia Pedro Paulo Assumpçao, Sérgio Barbosa, Marcelo Castello Branco, Gabriel Chagas, Gabino Cintra, Christiano Fonseca |
| 5:                               | 2                                                                    | Włochy Giorgio Belladonna, Arturo Franco, Benito Garozzo, Carlo Mosca, Silvio Sbarigia, Antonio Vivaldi                    |
| 5:                               | 3                                                                    | Wielka Brytania Willie Coyle, Jeremy Flint, Tony Priday, Claude Rodrigue, Irving Rose, Robert Sheehan                      |
| 5:                               | 4                                                                    | Polska Julian Klukowski, Marek Kudła, Łukasz Lebioda, Andrzej Macieszczak, Andrzej Milde, Andrzej Wilkosz                  |
| 4:                               | 1972, 9..24 czerwca, Miami Beach, (USA) 39 drużyn                    | 1972, 9..24 czerwca, Miami Beach, (USA) 39 drużyn                                                                          |
| 4:                               | 1                                                                    | Włochy Walter Avarelli, Giorgio Belladonna, Massimo D'Alelio, Pietro Forquet, Benito Garozzo, Camillo Pabis Ticci          |
| 4:                               | 2                                                                    | USA Bobby Goldman, Bob Hamman, James Jacoby, Michael Lawrence, Paul Soloway, Bobby Wolff                                   |
| 4:                               | 3                                                                    | Kanada Gerry Charney, Bill Crissey, Bruce Gowdy, Sami Kehela, Eric Murray, Duncan Phillips                                 |
| 4:                               | 13                                                                   | Polska Łukasz Lebioda, Janusz Cyprian Nowak, Janusz Pietruk, Andrzej Simon, Włodzimierz Stobiecki, Andrzej Wilkosz         |
| 3:                               | 1968, 5..21 czerwca, Deauville, (Francja) 33 drużyny                 | 1968, 5..21 czerwca, Deauville, (Francja) 33 drużyny                                                                       |
| 3:                               | 1                                                                    | Włochy Walter Avarelli, Giorgio Belladonna, Massimo D'Alelio, Pietro Forquet, Benito Garozzo, Camillo Pabis Ticci          |
| 3:                               | 2                                                                    | USA Robert Jordan, Edgar Kaplan, Norman Kay, Arthur Robinson, William Root, Alvin Roth                                     |
| 3:                               | 3                                                                    | Kanada Gerry Charney, Bill Crissey, C. Bruce Elliott, Sami Kehela, Eric Murray, Percy Sheardown                            |
| 2:                               | 1964, 1 – 3 maja, Nowy Jork, (USA) 29 drużyn                         | 1964, 1 – 3 maja, Nowy Jork, (USA) 29 drużyn                                                                               |
| 2:                               | 1                                                                    | Włochy Walter Avarelli, Giorgio Belladonna, Massimo D'Alelio, Pietro Forquet, Benito Garozzo, Camillo Pabis Ticci          |
| 2:                               | 2                                                                    | USA Bob Hamman, Robert Jordan, Don Krauss, Victor Mitchell, Arthur Robinson, Samuel Stayman                                |
| 2:                               | 3                                                                    | Wielka Brytania Jeremy Flint, Maurice Harrison-Gray, Kenneth Konstam, Terence Reese, Boris Schapiro, Joel Tarlo            |
| 2:                               | 16                                                                   | Polska Julian Klukowski, Czesław Kuklewicz, Alexander Różecki, Zbigniew Szurig, Andrzej Wilkosz, Jerzy Wiśniewski          |
| 1:                               | 1960, 27 kwietnia – 4 maja, Turyn, (Włochy) 29 drużyn                | 1960, 27 kwietnia – 4 maja, Turyn, (Włochy) 29 drużyn                                                                      |
| 1:                               | 1                                                                    | Francja René Bacherich, Gérard Bourchtoff, Claude Delmouly, Pierre Ghestem, Pierre Jaïs, Roger Trézel                      |
| 1:                               | 2                                                                    | Wielka Brytania Jeremy Flint, Nico Gardener, Terence Reese, Albert Rose, Boris Schapiro, Ralph Swimer                      |
| 1:                               | 3                                                                    | USA Jay Becker, John R. Crawford, Norman Kay, George Rapee, Sidney Silodor, Tobias Stone                                   |

| Kategoria Kobiety. Miejsca medalowe | Kategoria Kobiety. Miejsca medalowe                                  | Kategoria Kobiety. Miejsca medalowe                                                                                       |
| Lp                                  | Miejsce                                                              | Zespół i skład |
| ----------------------------------- | -------------------------------------------------------------------- | --- |
| 14: (U2:)                           | 2012, 9..23 sierpnia, Lille, (Francja) 43 drużyny                    | 2012, 9..23 sierpnia, Lille, (Francja) 43 drużyny                                                                         |
| 14: (U2:)                           | 1                                                                    | Anglia Sally Brock, Fiona Brown, Heather Dhondy, Nevena Senior, Nicola Smith, Susan Stockdale                             |
| 14: (U2:)                           | 2                                                                    | Rosja Swietłana Czubarowa, Wiktorija Gromowa, Anna Gulewicz, Jelena Choniczewa, Tatjana Ponomariowa, Olga Worobiejczikowa |
| 14: (U2:)                           | 3                                                                    | Polska Cathy Bałdysz, Ewa Banaszkiewicz, Katarzyna Dufrat, Danuta Kazmucha, Natalia Sakowska, Justyna Żmuda               |
| 13: (U1:)                           | 2008, 3..18 października, Pekin, (Chiny) 54 drużyny                  | 2008, 3..18 października, Pekin, (Chiny) 54 drużyny                                                                       |
| 13: (U1:)                           | 1                                                                    | Anglia Sally Brock, Heather Dhondy, Catherine Draper, Anne Rosen, Nevena Senior, Nicola Smith                             |
| 13: (U1:)                           | 2                                                                    | Chiny Gu Ling, Liu Yiqian, Sun Ming, Wang Hongli, Wang Wenfei, Zhang Yalan                                                |
| 13: (U1:)                           | 3                                                                    | USA Mildred Breed, Marinesa Letizia, Sylvia Moss, Judi Radin, Janice Seamon-Molson, Tobi Sokolow                          |
| 13: (U1:)                           | 9..16                                                                | Polska Grażyna Brewiak, Ewa Harasimowicz, Ewa Kater, Ewa Kozyra, Anna Sarniak, Małgorzata Pasternak                       |
| 12:                                 | 2004, 23 października..6 listopada, Stambuł, (Turcja) 43 drużyny     | 2004, 23 października..6 listopada, Stambuł, (Turcja) 43 drużyny                                                          |
| 12:                                 | 1                                                                    | Rosja Olga Gałaktionowa, Wiktorija Gromowa, Natalja Karpienko, Marija Lebiediewa, Tatjana Ponomariowa, Irina Wasilkowa    |
| 12:                                 | 2                                                                    | USA Marinesa Letizia, Jill Meyers, Randi Montin, Janice Seamon-Molson, Tobi Sokolow, Carlyn Steiner                       |
| 12:                                 | 3                                                                    | Anglia Sally Brock, Michelle Brunner, Heather Dhondy, Rhona Goldenfield, Nicola Smith, Kitty Teltscher                    |
| 12:                                 | 5-8                                                                  | Polska Ewa Banaszkiewicz, Grażyna Brewiak, Marta Maj, Ewa Miszewska, Anna Sarniak, Katarzyna Żegilewicz-Zawadzka          |
| 11:                                 | 2000, 26 sierpnia..9 września, Maastricht, (Holandia) 41 drużyn      | 2000, 26 sierpnia..9 września, Maastricht, (Holandia) 41 drużyn                                                           |
| 11:                                 | 1                                                                    | USA Mildred Breed, Petra Hamman, Joan Jackson, Robin Klar, Shawn Quinn, Peggy Sutherlin                                   |
| 11:                                 | 2                                                                    | Kanada Francine Cimon, Dianna Gordon, Rhoda Habert, Beverly Kraft, Martine Lacroix, Katie Thorpe                          |
| 11:                                 | 3                                                                    | Niemcy Sabine Auken, Katrin Farwig, Pony Nehmert, Andrea Rauscheid, Barbara Stawowy, Daniela von Arnim                    |
| 11:                                 | 9-16                                                                 | Polska Ewa Banaszkiewicz, Grażyna Brewiak, Małgorzata Jeleniewska, Ewa Kater, Ewa Miszewska, Jolanta Sendacka             |
| 10:                                 | 1996, 19 października..2 listopada, Rodos, (Grecja) 71 drużyn        | 1996, 19 października..2 listopada, Rodos, (Grecja) 71 drużyn                                                             |
| 10:                                 | 1                                                                    | USA Jill Blanchard, Juanita Chambers, Lynn Deas, Gail Greenberg, Irina Lewitina, Shawn Quinn                              |
| 10:                                 | 2                                                                    | Chiny Gu Ling, Sun Ming, Wang Hongli, Wang Wenfei, Zhang Yalan, Zhang Yu                                                  |
| 10:                                 | 3                                                                    | Kanada Francine Cimon, Dianna Gordon, Rhoda Habert, Beverly Kraft, Sharyn Reus, Barbara Saltsman                          |
| 10:                                 | 9-10                                                                 | Polska Ewa Banaszkiewicz, Ewa Harasimowicz, Ewa Hocheker, Eliza Janczewska, Jolanta Krogulska, Ewa Miszewska              |
| 9:                                  | 1992, 22 sierpnia..5 września, Salsomaggiore, (Włochy) 34 drużyny    | 1992, 22 sierpnia..5 września, Salsomaggiore, (Włochy) 34 drużyny                                                         |
| 9:                                  | 1                                                                    | Austria Maria Erhart, Doris Fischer, Barbara Lindinger, Terry Weigkricht, (Herta Gyimesi, Jovanka Smederevac)             |
| 9:                                  | 2                                                                    | Wielka Brytania Pat Davies, Michele Handley, Sandra Landy, Liz McGowan, Sandra Penfold, Nicola Smith                      |
| 9:                                  | 3                                                                    | Francja Danièle Avon, Véronique Bessis, Anne-Claude de l’Epine, Élisabeth Delor, Colette Lise, Sylvie Willard             |
| 9:                                  | 21-22                                                                | Polska Jolanta Hocheker, Anna Kowalska, Maria Macieszczak, Jolanta Przeorowska, Jolanta Sendacka, Wilga Zakrzewska        |
| 8:                                  | 1988, 8..22 października, Wenecja, (Włochy) 37 drużyn                | 1988, 8..22 października, Wenecja, (Włochy) 37 drużyn                                                                     |
| 8:                                  | 1                                                                    | Dania Trine Dahl, Bettina Kalkerup, Judy Norris, Charlotte Palmund, Dorthe Schaltz, Kirsten Steen Møller                  |
| 8:                                  | 2                                                                    | Wielka Brytania Michelle Brunner, Pat Davies, Sandra Landy, Liz McGowan, Sandra Penfold, Nicola Smith                     |
| 8:                                  | 3-4                                                                  | Bułgaria Nevena Deleva, Marija Garwałowa, Ałbena Krystewa, Matiłda Popliłow, (Margarita Chałaczewa, Steliana Iwanowa)     |
| 8:                                  | 3-4                                                                  | Kanada Gloria Silverman Bart, Francine Cimon, Dianna Gordon, Mary Paul, Sharyn Reus, Catherine (Katie) Thorpe             |
| 8:                                  | 16-18                                                                | POL Irena Chodorowska, Jadwiga Frenkiel, Miroslawa Międzychocka, Anna Wojtyra, Wilga Zakrzewska                           |
| 7:                                  | 1984, 27 października..10 listopada, Seattle, (USA) 23 drużyny       | 1984, 27 października..10 listopada, Seattle, (USA) 23 drużyny                                                            |
| 7:                                  | 1                                                                    | USA Betty Ann Kennedy, Jacqui Mitchell, Gail Moss, Judi Radin, Carol Sanders, Kathie Wei                                  |
| 7:                                  | 2                                                                    | Wielka Brytania Pat Davies, Sally Horton, Sandra Landy, Nicola Smith (Sarah Scarborough, Gillian Scott-Jones)             |
| 7:                                  | 3-4                                                                  | Francja Claude Blouquit, Nadine Cohen, Elisabeth Delor, Anne Claude De L'epine, Fanny Pariente, Hélène Zuccarelli         |
| 7:                                  | 3-4                                                                  | Holandia Marijke Erich, Petra Kaas, Laura Lor, Elly Schippers, Marijke van der Pas, Bep Vriend                            |
| 7:                                  | 21                                                                   | Polska Aldona Chrenowska, Diana Dołowa, Jadwiga Frenkiel, Ewa Harasimowicz, Jolanta Krogulska, Mirosława Międzychocka     |
| 6:                                  | 1980, 28 września..11 października, Valkenburg, (Holandia) 29 drużyn | 1980, 28 września..11 października, Valkenburg, (Holandia) 29 drużyn                                                      |
| 6:                                  | 1                                                                    | USA Mary Jane Farell, Emma Jean Hawes, Dorothy Hayden Truscott, Marilyn Johnson, Jacqui Mitchell, Gail Moss               |
| 6:                                  | 2                                                                    | Włochy Marisa Bianchi, Luciana Capodanno, Marisa D’Andrea, Enrichetta Gut, Andreina Morini, Anna Valenti                  |
| 6:                                  | 3                                                                    | Wielka Brytania Nicola Gardener, Sandra Landy, Rita Oldroyd, Sally Sowter, (Michelle Brunner, Pat Davies)                 |
| 6:                                  | 22                                                                   | Polska Diana Dołowa, Jadwiga Frenkiel, Irena Frycz, Jolanta Krogulska, Urszula Stanikowska, Wiesława Tomaszewska          |
| 5:                                  | 1976, 9..22 maja, Monte Carlo, (Monako) 21 drużyn                    | 1976, 9..22 maja, Monte Carlo, (Monako) 21 drużyn                                                                         |
| 5:                                  | 1                                                                    | Włochy Marisa Bianchi, Luciana Capodanno, Marisa D’Andrea, Rina Jabès, Maria Antonietta Robaudo, Anna Valenti             |
| 5:                                  | 2                                                                    | Wielka Brytania Charley Esterson, Nicola Gardener, Fritzi Gordon, Sandra Landy, Rixi Markus, Rita Oldroyd                 |
| 5:                                  | 3                                                                    | USA Mary Jane Farell, Emma Jean Hawes, Dorothy Hayden Truscott, Marilyn Johnson, Jacqui Mitchell, Gail Moss               |
| 4:                                  | 1972, 9..24 czerwca, Miami Beach, (USA) 39 drużyn                    | 1972, 9..24 czerwca, Miami Beach, (USA) 39 drużyn                                                                         |
| 4:                                  | 1                                                                    | Włochy Marisa Bianchi, Luciana Canessa, Rina Jabès, Maria Antonietta Robaudo, Anna Valenti, Maria Vittoria Venturini      |
| 4:                                  | 2                                                                    | Republika Południowej Afryki Thelma Beron, Janie Disler, Gerda Goslar, Rita Jacobson, Petra Mansell, Alma Shnieder        |
| 4:                                  | 3                                                                    | USA Mary Jane Farell, Emma Jean Hawes, Dorothy Hayden Truscott, Marilyn Johnson, Jacqui Mitchell, Peggy Solomon           |
| 3:                                  | 1968, 5..21 czerwca, Deauville, (Francja) 19 drużyn                  | 1968, 5..21 czerwca, Deauville, (Francja) 19 drużyn                                                                       |
| 3:                                  | 1                                                                    | Szwecja Britt Blom, Karin Eriksson, Eva Martensson, Rut Segander, Gunborg Silborn, Britta Werner                          |
| 3:                                  | 2                                                                    | Republika Południowej Afryki Thelma Beron, Gerda Goslar, Rita Jacobson, Petra Mansell, Elfreda Sender, Alma Shnieder      |
| 3:                                  | 3                                                                    | USA Hermine Baron, Nancy Gruver, Emma Jean Hawes, Sue Sachs, Dorothy Hayden, Rhoda Walsh                                  |
| 2:                                  | 1964, 1 – 3 maja, Nowy Jork, (USA) 15 drużyn                         | 1964, 1 – 3 maja, Nowy Jork, (USA) 15 drużyn                                                                              |
| 2:                                  | 1                                                                    | Wielka Brytania Dimmie Fleming, Fritzi Gordon, Jane Juan, Rixi Markus, Mary Moss, Dorothy Shanahan                        |
| 2:                                  | 2                                                                    | USA Agnes Gordon, Muriel Kaplan, Alicia Kempner, Helen Portugal, Stella Rebner, Jan Stone                                 |
| 2:                                  | 3                                                                    | Francja Suzanne Baldon, Annie Chanfray, Marguerite de Gailhard, Geneviève Morénas, Marianne Serf                          |
| 1:                                  | 1960, 27 kwietnia – 4 maja, Turyn, (Włochy) 14 drużyn                | 1960, 27 kwietnia – 4 maja, Turyn, (Włochy) 14 drużyn                                                                     |
| 1:                                  | 1                                                                    | Zjednoczone Emiraty Arabskie Helen Camara, Aida Choucry, Samika Fathy, Loula Gordon, Josephine Morcos, Suzanne Naguib     |
| 1:                                  | 2                                                                    | Francja Nadine Alexandre, Annie Chanfray, Gary, Geneviève Morénas, Esmerian Pouldjian, Rouvière                           |
| 1:                                  | 3                                                                    | Dania Otti Damm, Annelise Faber, Rigmor Fraenckel, Lizzie Schaltz, Gulle Skotte                                           |

| Kategoria Seniorzy. Miejsca medalowe | Kategoria Seniorzy. Miejsca medalowe                             | Kategoria Seniorzy. Miejsca medalowe                                                                                                 |
| Lp                                   | Miejsce                                                          | Zespół i skład |
| ------------------------------------ | ---------------------------------------------------------------- | --- |
| 14: (U2:)                            | 2012, 9..23 sierpnia, Lille, (Francja) 34 drużyny                | 2012, 9..23 sierpnia, Lille, (Francja) 34 drużyny                                                                                    |
| 14: (U2:)                            | 1                                                                | Węgry Gyorgy Barany, Miklos Dumbovich, Mihaly Kovacs, Peter Magyar, Geza Szappanos                                                   |
| 14: (U2:)                            | 2                                                                | USA Neil Chambers, Lew Finkel, Stephen Landen, Sam Lev, John Schermer, Richard Schwartz                                              |
| 14: (U2:)                            | 3                                                                | Francja Patrick Grenthe, Guy Lasserre, Francois Leenhardt, Patrice Piganeau, Philippe Poizat, Philippe Vanhoutte                     |
| 14: (U2:)                            | 9-16                                                             | Polska Julian Klukowski, Apolinary Kowalski, Krzysztof Lasocki, Wiktor Markowicz, Jacek Romański, Jerzy Russyan                      |
| 13: (U1)                             | 2008, 3..18 października, Pekin, (Chiny) 32 drużyny              | 2008, 3..18 października, Pekin, (Chiny) 32 drużyny                                                                                  |
| 13: (U1)                             | 1                                                                | Japonia Hiroya Abe, Makoto Hirata, Masayuki Ino, Yoshiyuki Nakamura, Kyōko Ōno, Akihiko Yamada                                       |
| 13: (U1)                             | 2                                                                | USA Grant Baze, Billy Eisenberg, Russ Ekeblad, Matt Granovetter, Sam Lev, Reese Milner                                               |
| 13: (U1)                             | 3                                                                | Indonezja Michael Bambang Hartono, Henky Lasut, Eddy M F Manoppo, Denny Sacul, Munawar Sawiruddin, Ferdinand Robert Waluyan          |
| 13: (U1)                             | 9-16                                                             | Polska Roman Kierznowski, Ireneusz Kowalczyk, Stefan Kowalczyk, Apolinary Kowalski, Jacek Romański, Jan Sucharkiewicz                |
| 12: (2)                              | 2004, 23 października..6 listopada, Stambuł, (Turcja) 29 drużyn  | 2004, 23 października..6 listopada, Stambuł, (Turcja) 29 drużyn                                                                      |
| 12: (2)                              | 1                                                                | USA Leo Bell, Neil Chambers, Marshall Miles, John Onstott, Jim Robison, John Schermer                                                |
| 12: (2)                              | 2                                                                | Holandia Willem Boegem, Nico Doremans, Onno Janssens, Jaap Trouwborst                                                                |
| 12: (2)                              | 3                                                                | Niemcy Hans Humburg, Reiner Marsal, Göran Mattsson, Werner Schneider, Dirk Schroeder, Horst-Dieter Uhlmann                           |
| 12: (2)                              | 17                                                               | Polska Jacek Korpetta, Kazimierz Omernik, Janusz Radecki, Krzysztof Sikorski, Andrzej Wachowski, Antoni Zdzienicki                   |
| 11: (1)                              | 2000, 26 sierpnia..9 września, Maastricht, (Holandia) 24 drużyny | 2000, 26 sierpnia..9 września, Maastricht, (Holandia) 24 drużyny                                                                     |
| 11: (1)                              | 1                                                                | USA John Mohan, Dan Morse, Steve Robinson, John Sutherlin, Bobby Wolff, Kit Woolsey                                                  |
| 11: (1)                              | 2                                                                | Francja Pierre Adad, Maurice Aujaleu, Claude Delmouly, François Leenhardt, Christian Mari, Jean-Marc Roudinesco                      |
| 11: (1)                              | 3                                                                | Szwecja Lars Alfredsson, Lars Backström, Sture Ekberg, Hans Göthe, Hans-Olof Hallén, Anders Morath                                   |
| 11: (1)                              | 10                                                               | Polska Andrzej Milde, Janusz Cyprian Nowak, Józef Pochroń, Stefan Szenberg, Włodzimierz Tobiecki, Leszek Wesołowski, Andrzej Wilkosz |